# 五味陸仁
五味 陸仁（ごみ みちひと、1943年2月14日 - ）は、日本のアナウンサー。
東京都出身。学習院大学政経学部卒業。
陸仁の陸の字が睦に似ていることから一時期、五味睦仁（ごみむつひと）と紹介された事が度々あった。

## 略歴
1965年（昭和40年）4月、TBSにアナウンサー10期生として入社（同期には今村稔・小川哲哉・車尾具昭・多田護・奈良陽・桐本幸子・手塚俊子・本田綾子）。主にニュース、報道番組を担当。ラジオ局放送部兼テレビ編成局アナウンス部（1966年1月）に勤務後、1967年11月15日にアナウンサー研修室設置に伴いアナウンサー研修室付兼ラジオ局第一制作部勤務となる。その後、報道局ラジオニュース部兼アナウンサー研修室付（1968年6月）。テレビ本部報道局ラジオニュース部（1970年7月）、報道局テレビニュース部兼ラジオ本部ラジオ局ニュース部（1972年11月）、編集部兼ラジオ局ラジオニュース部（1982年4月）、報道総局アナウンス部兼報道局編集部兼解説室委員兼ラジオ総局情報制作局ニュース・情報センター部（1989年1月）、報道局報道センター（1993年10月）、ニュースセンター（1996年5月）にそれぞれ在籍し、1969年7月にはアポロ11号打ち上げラジオ実況中継を、1985年9月には日本航空機墜落事故現場ヘリ中継を、また農林水産省記者クラブ、TBS報道局解説委員も務めた。
1989年（昭和64年）1月7日、昭和天皇が早朝に危篤報道があり、その報道特番で昭和天皇が崩御した記者会見後に「天皇陛下がお亡くなりになりました。」と淡々とブラウン管から伝えた事が知られている。
2003年2月、TBSを定年退職後は放送倫理・番組向上機構調査役、日本災害情報学会理事、文化審議会答申「敬語の指針」普及映画制作事業企画選定委員を歴任。

## 出演番組
- アレキサンダー大王 東征の道（1966年、TBS）[4]
- ぺんてるヤングメイツ情報（1969年、TBSラジオ）[3][4]
- 20世紀の記録（1969年、TBS）[4]
- JNNニュースデスク（1980年9月 - 1981年3月、1985年10月- 1986年9月、TBS）[4]
- 朝のワイドχ（1981年9月 - 1982年3月、TBS）→朝のホットライン[3][4]
- JNNニュース（TBS）（平日昼・日曜深夜など）[9]
- JNNフラッシュニュース(TBS）
- JNNおはようニュース&スポーツ（1984年3月最終週、奈良陽の代役。TBS）
- JNNニュース1130 （1992年4月 - 1993年10月、TBS）[3][4]
- フレッシュ!（1995年7月 - 1996年5月、TBS）コメンテーター、8時台の「JNNニュース」を担当[4]